# Vozera Tjornaje
Vozera Tjornaje (vitryska: Возера Чорнае, ryska: Ozero Chërnoye) är en sjö i Belarus.   Den ligger i voblasten Brests voblast, i den västra delen av landet, 220 km sydväst om huvudstaden Minsk. Vozera Tjornaje ligger 138 meter över havet. Arean är 17,2 kvadratkilometer. Den sträcker sig 6,5 kilometer i nord-sydlig riktning, och 3,7 kilometer i öst-västlig riktning.
Runt Vozera Tjornaje är det ganska tätbefolkat, med 54 invånare per kvadratkilometer.